# هوانیروز ارتش جمهوری اسلامی ایران
هوانیروز ارتش جمهوری اسلامی ایران (سرواژهٔ هواپیمایی نیروی زمینی) از زیرمجموعه‌های نیروی زمینی ارتش جمهوری اسلامی ایران است، که وظیفه جابه‌جایی و پشتیبانی نیروهای زمینی ارتش را برعهده دارد.
هوانیروز در سال ۱۳۴۱ توسط نیروی زمینی شاهنشاهی ایران تأسیس شد و هم‌اکنون دارای ۷ پایگاه رزمی در شهرهای مختلف کشور و یک مرکز آموزشی در اصفهان می‌باشد. هم‌اکنون سرتیپ دوم قاسم خاموشی فرماندهی هوانیروز ارتش را برعهده دارد.
سرتیپ دوم محمد آذین متولد ۲۹ شهریور سال ۱۳۶۰ می‌باشد. ایشان فارغ‌التحصیل دانشگاه علوم و فنون هوایی هوانیروز می‌باشد و هم‌اکنون در کرمان نیز مشغول خدمت رسانی است
ایشان با طرح و برنامه‌ریزی بازسازی بالگردها توانست بالگردهای قدیمی را احیا کند.
از افتخارات ایشان می‌توان به دریافت نشان فتح اشاره کرد.

## تاریخچه

نشان رسمی هوانیروز شاهنشاهی ایران در زمان حکومت پهلوی

هسته اولیه هوانیروز در سال ۱۳۴۱ پایه‌گذاری گردید. در این سال ۱۰ نفر از افسران فنی و خلبانی از بین داوطلبان برگزیده و به منظور فراگیری و آموزش به ایالات متحده اعزام شدند. پس از آن تا سال ۱۳۴۲ به ترتیب هر ۴ ماه ۶ نفر برای آموزش اعزام می‌شدند.
در آغاز سال ۱۳۴۱ هواپیمایی نیروی زمینی شاهنشاهی ایران با شش فروند هواپیمای یک موتوره سسنا ۱۸۰(U-17) و شش خلبان در شهر اصفهان تشکیل شد. شمار وسایل پرندهٔ این نیرو تا سال ۱۳۴۵ به ۳۰ فروند رسید. پس از آن هوانیروز که یک گردان هوایی بود به یک گردان هواپیمایی و یک گروهان نگهداری تقسیم شد. تا اینکه در سال ۱۳۴۵ ۱۷ فروند بالگرد H-۴۳ نیز به گردان افزوده و در سال ۱۳۴۸ گردان هواپیمایی به هنگ هواپیمایی که محل آن در اصفهان بود تبدیل شد. برای تکمیل و تجهیز آن شماری بالگرد آگوستا- بل ۲۰۵ و بل ۲۰۶ به ایتالیا سفارش داده شد و هم‌زمان با آن نیروهای مورد نیاز برای گذراندن دوره خلبانی و فنی به آن کشور اعزام شدند.
در سال ۱۳۵۰ گروهی از مستشاران آمریکایی به ایران آمدند و پس از بازدید و ارزیابی مناطق گوناگون ایران از دیدگاه موقعیت جغرافیایی وسعت سرزمینی و شرایط اقلیمی تصمیم گرفته شد که هواپیمایی نیروی زمینی به سه گروه رزمی یک گروه پشتیبانی عمومی و یک مرکز آموزش خلبانی و فنی گسترش یابد.
در چارچوب اجرای این طرح ۲۰۲ فروند بالگرد کبرا و بیش از ۳۰۰ فروند بل ۲۱۴ از کشور آمریکا خریداری شد. اندک اندک گروه‌های هوانیروز کرمانشاه، مسجد سلیمان، کرمان، گروه پشتیبانی عمومی اصفهان و مرکز آموزش (پایگاه وطن پور) به ترتیب در شهرهای یاد شده پایه‌گذاری گردید.

## اهداف اولیه
به دنبال اندیشه گسترش هوانیروز و مجهز نمودن هواپیمایی نیروی زمینی به سه گروه رزمی و یک گروه آن با نمونه‌های گوناگون وسایل پرنده در آغاز در سال ۱۳۵۰ بررسیهای لازم انجام شد. نتیجه این بررسیها آن بود که هوانیروز نیروی زمینی بتواند:
1. در منطقهٔ هر سپاه دو گردان پیاده را جابه‌جا کند.
2. عملیات یگانهای زمینی را پشتیبانی کند.
3. فراهم آوری تدارکات و تخلیه مجروحان را از راه هوا انجام دهد.

## پایگاه‌ها
1. قرارگاه فرماندهی در تهران
2. پایگاه یکم رزمی هوانیروز کرمانشاه
3. پایگاه دوم رزمی هوانیروز مسجدسلیمان
4. پایگاه سوم رزمی هوانیروز کرمان
5. پایگاه چهارم پشتیبانی عمومی اصفهان
6. پایگاه پنجم رزمی هوانیروز مشهد
7. پایگاه ششم رزمی هوانیروز تبریز
8. پایگاه هفتم رزمی هوانیروز آبیک
9. گردان هواپیمایی پشتیبانی فرماندهی در تهران
10. یگان پشتیبانی در تهران
11. مرکز آموزش خلبانی و فنی در اصفهان
12. گروهان عملیات و مخابرات در تهران
13. شرکت پنها (پشتیبانی و نوسازی بالگردهای ایران) وابسته به سازمان صنایع هوایی (زیرمجموعه وزارت دفاع و پشتیبانی نیروهای مسلح)

## جنگ ایران و عراق

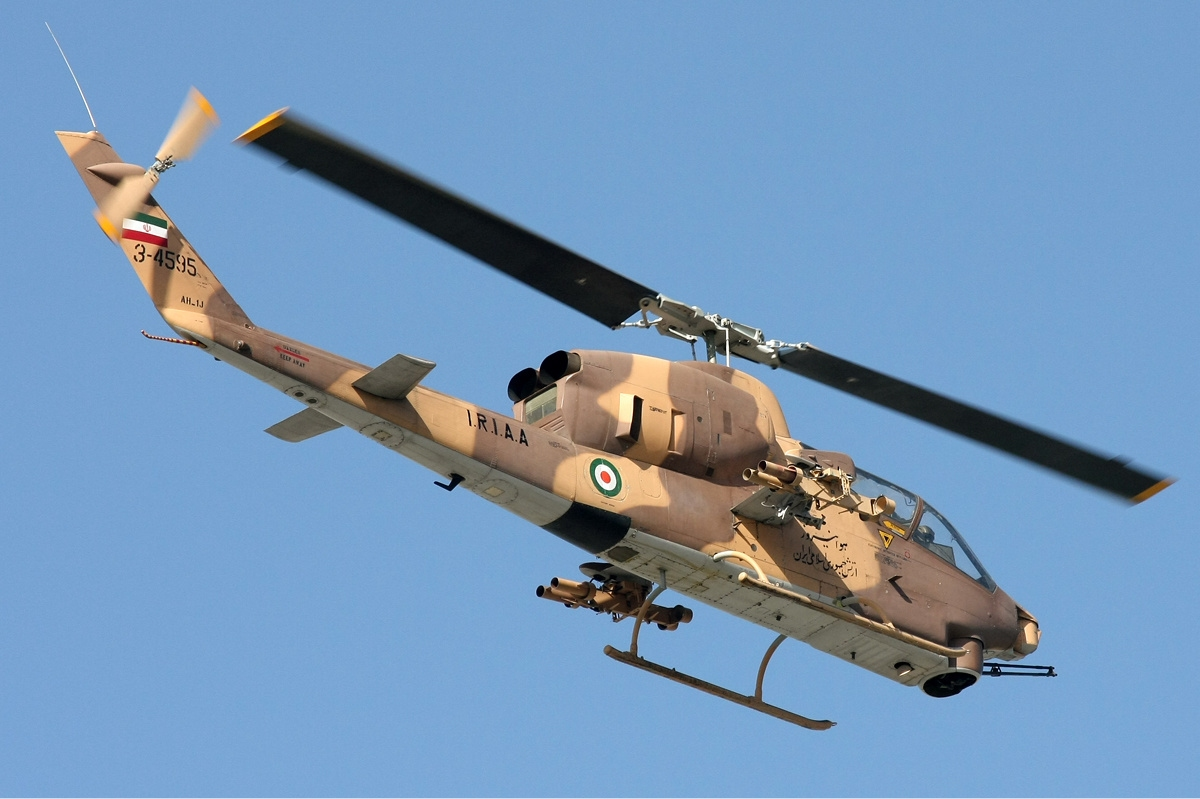
نمونه‌ای از بالگرد کبرای هوانیروز که در جنگ ایران و عراق مأموریت‌های موفق بسیاری را انجام داد.

امیر سرتیپ دوم خلبان غلامرضا فرزین از فرماندهان پیشین هوانیروز ارتش دربارهٔ فعالیت‌های این یگان می‌گوید: هوانیروز تمام جبهه طویل را که از کردستان تا کرمانشاه، ایلام و خوزستان کشیده شده بود پشتیبانی می‌کرد به‌طوری‌که از بدو انقلاب تا پایان جنگ که نزدیک به ۶۰ عملیات انجام شد، در ۵۸ عملیات آن حضور داشت که آخرین آن نیز عملیات مرصاد بود که هوانیروز نقش بسیار کلیدی داشت و منافقین را همان ابتدا به‌طور کلی منهدم کرد؛ زیرا هوانیروز یگانی است که امتیازش داشتن بالگرد است. بالگرد یک وسیله همه‌کاره است و می‌تواند هرجا برود، بایستد، بنشیند و هرکاری انجام دهد. به‌طوری‌که نیروهای زمینی می‌گفتند وقتی بالگرد را در بالای سرشان می‌دیدند احساس می‌کردند که آسمان مال ماست و روحیه بهتری برای پیروزی و مقاومت پیدا می‌کردند.
در اوایل جنگ عراقی‌ها توپی بزرگ داشتند که گلوله وقتی از لوله خارج می‌شد، توسط خرج دوم هدایت می‌شد و برد گلوله را بیشتر می‌کرد و با همان توپ شهر دزفول را مورد هدف قرار می‌داد. من در یکی از پروازها این توپ را در دوربین بالگرد دیدم به گونه‌ای که باورم نمی‌شد عراقی‌ها چنین توپ بزرگی داشته باشند، همین امر باعث شد که یک موشک به سمت او شلیک کنم و از آن به بعد آن‌ها فهمیدند که موضع آن‌ها کشف شده و به همین منظور برای مدت‌ها موشک باران و گلوله‌باران دزفول تعطیل شد.
امیر سرتیپ خلبان فرزین همچنین با اشاره به اینکه انهدام ادوات و تجهیزات نظامی ارتش عراق بر عهده هوانیروز بود می‌افزاید: هوانیروز در دوران جنگ ضمن این‌که وظیفه پشتیبانی از نیروهای زمینی را برعهده داشت، نقش مهمی در انهدام ادوات و تجهیزات نظامی ارتش عراق داشت که در این نقش تنها خلبانان نقش نداشتند، بلکه نقش خدمه تأمین و نگهداری که همراه با خلبانان به جبهه می‌رفتند و در همان‌جا مستقر می‌شدند و با زحمت شبانه‌روزی بالگرد را برای عملیات آماده می‌کردند بسیار با اهمیت و حیاتی بود.

## شهدا شاخص
احمد کشوری
سیمرغ

غلامرضا چاغروند
ذبیح لرستان

منصور وطنپور

علی اکبر شیرودی
شیرودی

علیرضا حراف

## تجهیزات
| بالگرد                              | کاربرد                 | تعداد                                                  | مدل                              |
| ----------------------------------- | ---------------------- | ------------------------------------------------------ | -------------------------------- |
| بل-۲۰۶ جت‌رنجر                       | بالگرد سبک و چندمنظوره | ۳۴فروند                                                | ای‌بی-۲۰۶آشباویز ۲۰۶              |
| بل یواچ-۱ ایروکوای                  | بالگرد چندمنظوره       | ۱۲فروند                                                | ای‌بی-۲۰۵آشباویز ۲–۷۵             |
| بل ای‌اچ-۱ کبرا بل ای اچ-۱ سوپر کبرا | بالگرد تهاجمی          | ۸۲فروند                                                | ای‌اچ-۱جی پنها ۲۰۹۱طوفان (بالگرد) |
| بل-۲۱۲                              | بالگرد چندمنظوره       | ۱۷                                                     | یواچ-۱ان تویین هیویی             |
| بل-۲۱۴                              | بالگرد ترابری متوسط    | نامعلوم (اما بر اساس برخی اطلاعات بین ۷۰ تا ۱۴۰ فروند) |                                  |
| سی‌اچ-۴۷ شنوک                        | بالگرد ترابری سنگین    | نا معلوم (اما بر اساس برخی اطلاعات بین ۲۰ تا ۳۰ فروند) | بالگرد دو ملخه ترابری            |

## مأموریت‌های هوانیروز

### مأموریت‌های کلی
1. هدایت آتش توپخانه و خمپاره
2. فرماندهی و کنترل
3. دیده‌بانی
4. شناسایی با آتش
5. به تأخیر انداختن تحرک دشمن
6. همراهی هلیکوپتر نفربر
7. همراهی ستونهای نظامی
8. تأمین حفاظت جناحها در درون میدان نبرد
9. جابه جایی نیروها و تجهیزات
10. تخلیهٔ مجروحان
11. پشتیبانی آتش از آسمان
12. تصویربرداری هوایی
13. روشن کردن میدان نبرد
14. عملیات امداد رسانی
15. عملیات ویژه
16. آموزش خلبانی و فنی در مرکز آموزش شهید منصور وطن پور اصفهان

### مأموریت‌های تاکتیکی و پشتیبانی
1. تک هوایی ضد یگان‌های دشمن
2. عملیات هجوم هوایی
3. عملیات پوششی
4. شناسایی
5. پهلوداری
6. عملیات تأخیری
7. پشتیبانی آتش
8. تقویت
9. عملیات نفوذی
10. عملیات ویژه
11. نیروبری
12. تخلیه و بازیافت
13. فراهم آوری تدارکات و تجهیزات

## افزایش توان عملیاتی بالگردهای رزمی
در سال‌های اخیر بالگردهای هوانیروز ارتش جمهوری اسلامی ایران به موشک‌های ایرانی حیدر و شفق تسلیح شده‌اند.
موشک کروز هواپایه نقطه زن حیدر ۶۰ کیلوگرم وزن و ۳ متر و ۷۰ سانتی‌متر طول دارد. موتور موشک حیدر از نوع میکرو توربین با وزن ۴۰ کیلوگرم است که این موشک با برد ۲۰۰ کیلومتر و سرعت حدود ۵۰۰ کیلومتر در ساعت قابلیت شناسایی اهداف، ارسال تصویر از هدف و قفل اپتیکی بر روی اهداف و انهدام دقیق اهداف را دارد. موشک شفق ۴۸ کیلوگرم وزن، ۱۸۹ سانتی‌متر طول، ۲۰ کیلومتر برد و سرجنگی آن نیز ۱۳ کیلوگرم وزن دارد. این موشک قابلیت عملیات در شب و روز و کلیه شرایط آب و هوایی را داراست و با هدایت لیزری قابلیت نصب بر روی دیگر جنگنده‌ها، قایق‌های تندرو و کشتی را دارد.

## فرماندهان
- سرتیپ کیومرث ثقفی (از ۲۹ بهمن ۱۳۵۷ تا اسفند۱۳۵۷)
- سرهنگ اکبر رضانیا (اسفند۱۳۵۷ تا ۲۱ خرداد ۱۳۵۸)
- سرتیپ اسکندر عمادی (خرداد ۱۳۵۸[۸] تا مرداد ۱۳۵۸)
- سرهنگ محمدحسین گرانمایه
- سرهنگ علی سعدینام (تا تیر ۱۳۶۲)
- سرهنگ منصور شالچی
- سرهنگ محمدحسین جلالی
- سرهنگ محمد انصاری (از سال ۱۳۶۶)
- سرتیپ دوم غلامرضا صفایی‌نژاد از ۱۵ اسفند ۱۳۷۲ تا ۱۵ دی ۱۳۷۷
- سرتیپ دوم مجید عقیقی روان از ۱۳۷۷ تا پایان ۱۳۸۲
- سرتیپ دوم کیومرث احدی از سال ۱۳۸۲ تا سال ۱۳۹۰
- سرتیپ دوم هوشنگ یاری از سال ۱۳۹۰ تا اسفند ماه ۱۳۹۵
- سرتیپ دوم (ارتقا به درجه سرتیپی در حین تصدی مسئولیت) یوسف قربانی از اسفند ماه ۱۳۹۵ تا اسفند ماه ۱۴۰۲
- سرتیپ دوم قاسم خاموشی از اسفند ماه ۱۴۰۲ تاکنون

## نگارخانه

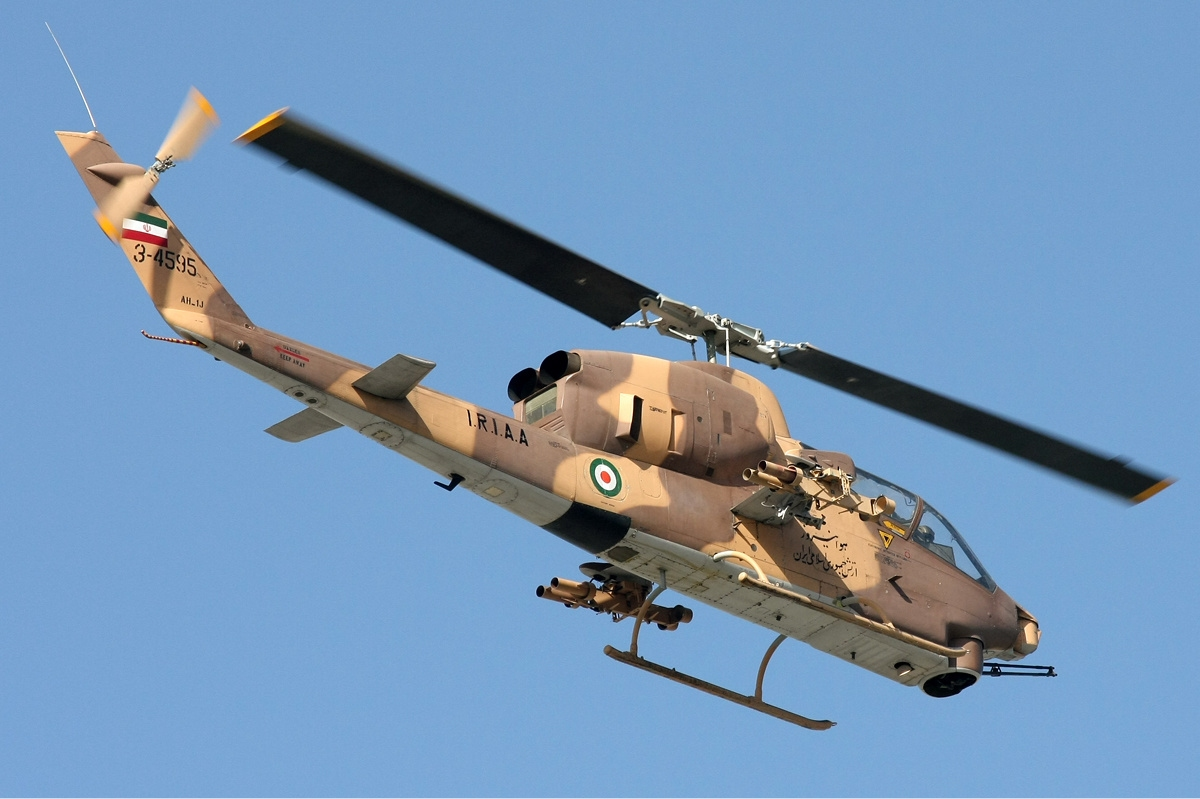
بل ای‌اچ-۱ اینترنشنال کبرا
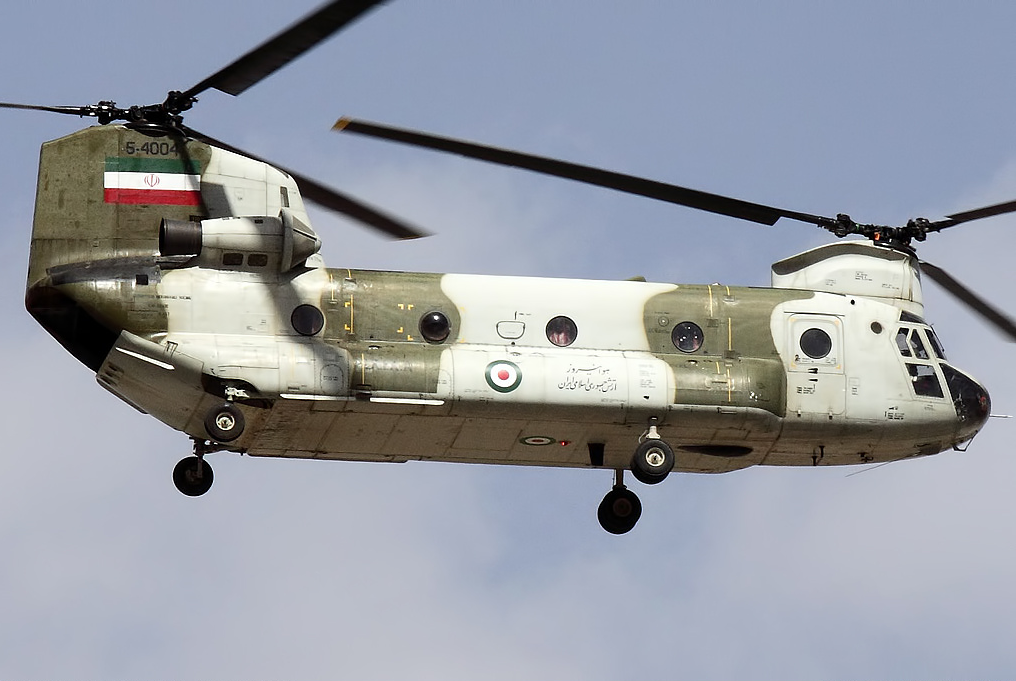
بوئینگ سی‌اچ-۴۷ شینوک
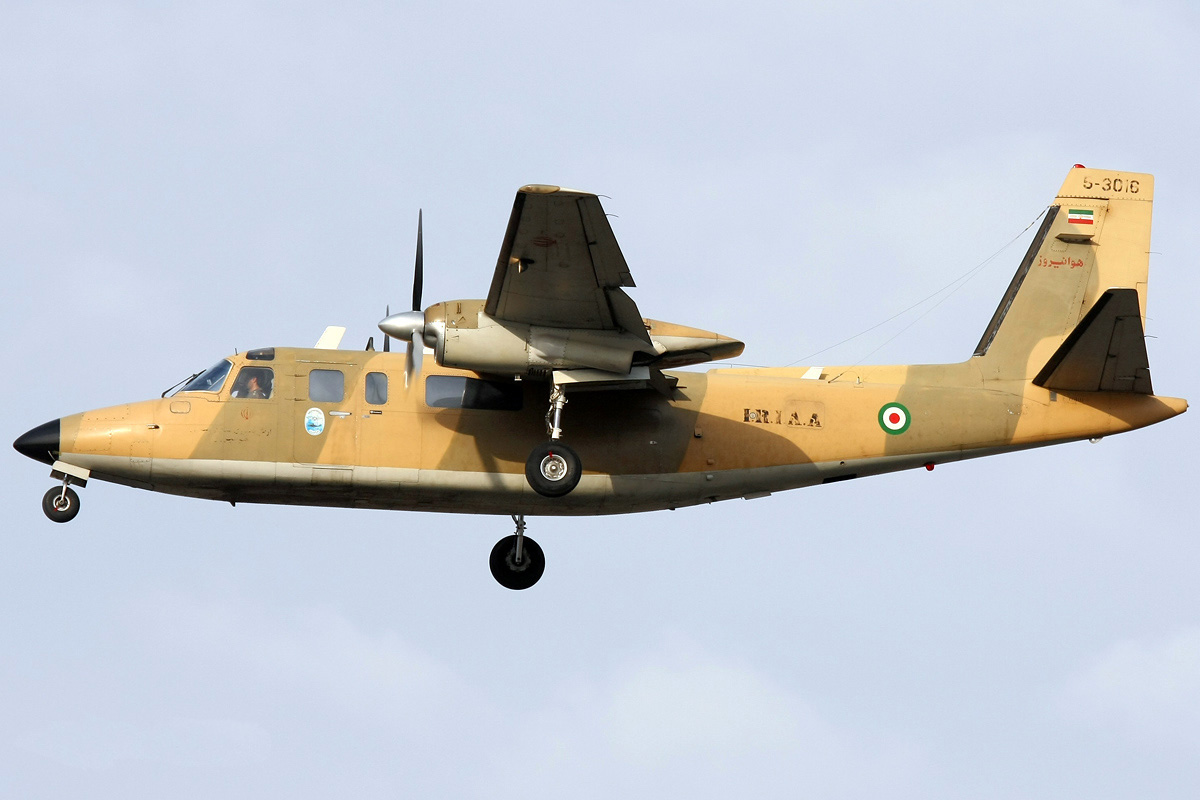
توربو ایرکماندر
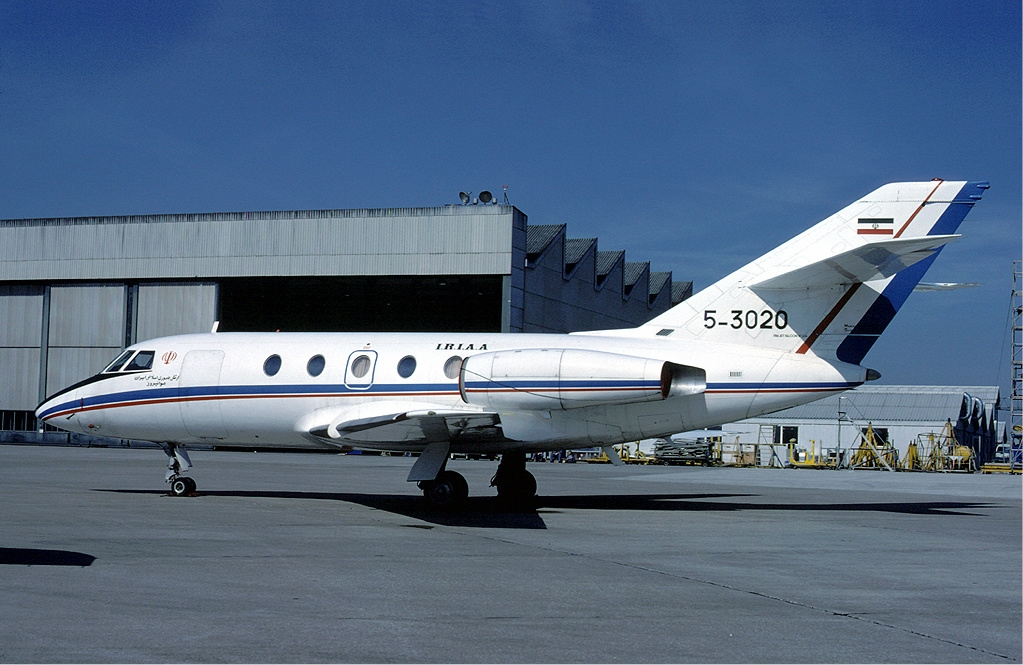
داسو فالکون ۲۰
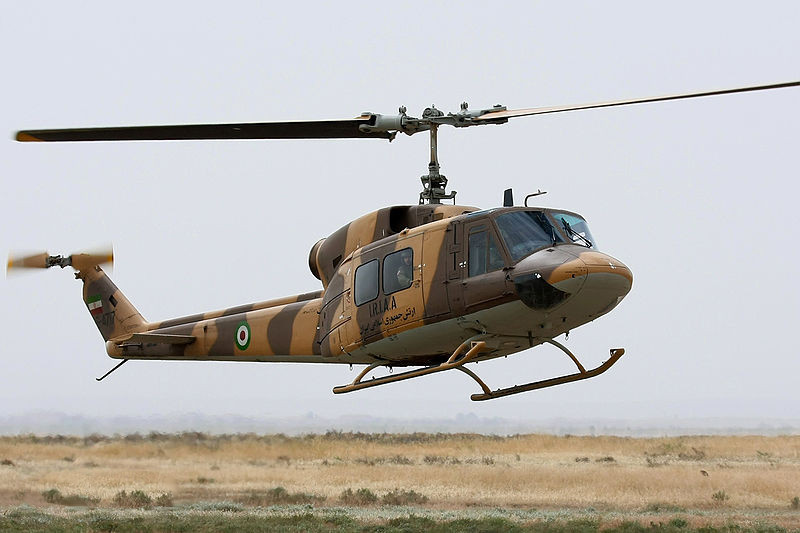
آگوستا بِل ۲۱۴